# Юдинка (Калузька область)
Юдинка (рос. Юдинка) — присілок в Ізносковському районі Калузької області Російської Федерації.
Населення становить 54 особи. Входить до складу муніципального утворення Селище Мятлево.

## Історія
Від 2004 року входить до складу муніципального утворення Селище Мятлево

## Населення
| 2002 | 2010 |
| ---- | ---- |
| 59   | ↘54  |